# نسوس ۷۰۶۶

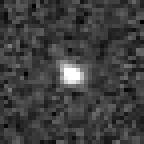
تصویر تلسکوپی از سیارک نسوس ۷۰۶۶ - سپتامبر ۲۰۰۹

سیارک ۷۰۶۶ (به انگلیسی: 7066 Nessus، نامگذاری:1993HA2) هفت هزار و شصت و ششمین سیارک کشف شده‌است که در ۲۶ آوریل ۱۹۹۳ کشف شد.
قدر مطلق سیارک برابر ۹٫۶۰ است.